# Lysiosepalum abollatum
Lysiosepalum abollatum är en malvaväxtart som beskrevs av C.F.Wilkins. Lysiosepalum abollatum ingår i släktet Lysiosepalum och familjen malvaväxter. Inga underarter finns listade i Catalogue of Life.